# Hailakandi (Distrikt)
Der Distrikt Hailakandi (bengalisch হাইলাকান্দি জেলা, assamesisch হাইলাকান্দি জিলা) ist ein Distrikt des indischen Bundesstaates Assam. Verwaltungssitz ist die namensgebende Stadt Hailakandi.

## Geografie
Der Distrikt Hailakandi liegt im Barak-Tal im Süden Assams. Nachbardistrikte sind Karimganj im Westen, Cachar im Nordosten, Kolasib im Südosten und Mamit im Süden. Die beiden letzten gehören bereits zum Nachbarbundesstaat Mizoram.
Die Fläche des Distrikts Hailakandi beträgt 1.326 Quadratkilometer. Damit ist er der drittkleinste Distrikt Assams. Das Distriktgebiet hat eine langgestreckte Form. Es besteht aus dem Tal des Dhaleswari-Flusses, der von Süden nach Norden durch den Distrikt fließt, ehe er in den Barak mündet. Im Westen und Osten ragen die Berge, die das Barak-Tal begrenzen, in das Distriktgebiet hinein.

## Geschichte
Die Geschichte Hailakandis ist weitgehend identisch mit der Cachars. Nachdem das Gebiet 1832 unter britische Herrschaft gekommen war, wurde es als Teil des Distrikts Cachar in die Provinz Assam eingegliedert. 1869 wurde die Subdivision Hailakandi innerhalb des Distrikts Cachar eingerichtet. Als eigenständiger Distrikt spaltete sich Hailakandi 1989 von Cachar ab.

## Bevölkerung
Nach der Volkszählung 2011 hat der Distrikt Hailakandi 659.296 Einwohner. Bei 497 Einwohnern pro Quadratkilometer ist der Distrikt sehr dicht besiedelt. Der Distrikt ist dennoch überwiegend ländlich geprägt. Von den 659.296 Bewohnern wohnen 611.156 Personen (92,70 %) auf dem Land und 48.140 Menschen in städtischen Gemeinden.
Der Distrikt Hailakandi gehört zu den Gebieten Indiens, die nur gering von Angehörigen der „Stammesbevölkerung“ (scheduled tribes) besiedelt sind. Zu ihnen gehörten (2011) 691 Personen (0,10 Prozent der Distriktsbevölkerung). Es gibt 70.659 Dalits (scheduled castes; 10,72 Prozent der Distriktsbevölkerung) im Distrikt.
Die Bevölkerung besteht mehrheitlich aus Leuten, die im Distrikt geboren wurden. Von den Bewohnern sind 620.551 Personen (94,12 Prozent der Bewohner) im Distrikt geboren. Insgesamt 5.596 Personen wurden in anderen indischen Bundesstaaten geboren (darunter 2.482 Personen in Tripura, 600 Personen in Westbengalen, 566 Personen in Bihar, 409 in Meghalaya und 377 Personen in Mizoram). Von den 1.933 im Ausland geborenen Personen sind 1.574 aus Bangladesch.

### Bevölkerungsentwicklung
Wie überall in Indien wächst die Einwohnerzahl im Distrikt Hailakandi seit Jahrzehnten stark an. Die Zunahme betrug in den Jahren 2001–2011 21,5 Prozent (21,45 %). In diesen zehn Jahren nahm die Bevölkerung um über 116.000 Menschen zu. Die Entwicklung verdeutlicht folgende Tabelle:

### Bedeutende Orte
Im Distrikt gibt es insgesamt drei Orte, die als Städte (towns und notified towns) gelten.

### Bevölkerung des Distrikts nach Geschlecht
Der Distrikt hatte – für Indien üblich – stets mehr männliche als weibliche Einwohner. Bei den jüngsten Bewohnern (111.268 Personen unter 7 Jahren) liegen die Anteile bei 56.936 Personen männlichen (51,17 Prozent) zu 54.342 Personen (48,83 Prozent) weiblichen Geschlechts.
| Verteilung der Bevölkerung nach Geschlecht im Distrikt Hailakandi |                   |                   |                   |                   |                   |                   |                   |                   |                   |                   |                   |                   |
|                                                                   | Volkszählung 1961 | Volkszählung 1961 | Volkszählung 1971 | Volkszählung 1971 | Volkszählung 1981 | Volkszählung 1981 | Volkszählung 1991 | Volkszählung 1991 | Volkszählung 2001 | Volkszählung 2001 | Volkszählung 2011 | Volkszählung 2011 |
| Anzahl                                                            | Anteil            | Anzahl            | Anteil            | Anzahl            | Anteil            | Anzahl            | Anteil            | Anzahl            | Anteil            | Anzahl            | Anteil            |                   |
| GESAMT                                                            | 248.927           | 100 %             | 307.695           | 100 %             | –                 | –                 | 449.048           | 100 %             | 542.872           | 100 %             | 659.296           | 100 %             |
| Männer                                                            | 130.766           | 52,53 %           | 160.038           | 52,01 %           | –                 | −                 | 232.735           | 51,83 %           | 280.513           | 51,67 %           | 337.890           | 51,25 %           |
| Frauen                                                            | 118.161           | 47,47 %           | 147.657           | 47,99 %           | –                 | −                 | 216.313           | 48,17 %           | 262.359           | 48,33 %           | 321.406           | 48,75 %           |

### Bevölkerung des Distrikts nach Sprachen
Durch seine Lage weist das Barak-Tal, zu dem der Distrikt Hailakandi gehört, kulturell starke Affinitäten zu Bengalen auf. So ist die Hauptsprache das Bengalische. Auf Distriktebene besitzt es in Hailakandi wie auch in den beiden anderen Distrikten des Barak-Tals neben dem Assamesischen, der Amtssprache Assams, einen offiziellen Status.
Die sprachlichen Minderheiten konzentrieren sich auf die Zillas (Kreise) Katlichara und Lala. Die meistgesprochenen Sprachen zeigt die folgende Tabelle:
| Jahr                                   | Bengali | Bengali | Hindi  | Hindi | Manipuri | Manipuri | Kokbarak | Kokbarak | Bhojpuri | Bhojpuri | Khasi | Khasi | Reang | Reang | Bishnupria Manipuri | Bishnupria Manipuri | Odia  | Odia | Tripuri | Tripuri | Gesamt  | Gesamt   |
| Jahr                                   | Zahl    | %       | Zahl   | %     | Zahl     | %        | Zahl     | %        | Zahl     | %        | Zahl  | %     | Zahl  | %     | Zahl                | %                   | Zahl  | %    | Zahl    | %       | Zahl    | %        |
| -------------------------------------- | ------- | ------- | ------ | ----- | -------- | -------- | -------- | -------- | -------- | -------- | ----- | ----- | ----- | ----- | ------------------- | ------------------- | ----- | ---- | ------- | ------- | ------- | -------- |
| 2011                                   | 558.045 | 84,64   | 51.041 | 7,74  | 12.637   | 1,92     | 9.445    | 1,43     | 7.638    | 1,16     | 4.639 | 0,70  | 3.102 | 0,47  | 2.351               | 0,36                | 2.096 | 0,32 | 1.396   | 0,21    | 659.296 | 100,00 % |
| Quelle: Ergebnis der Volkszählung 2011 |         |         |        |       |          |          |          |          |          |          |       |       |       |       |                     |                     |       |      |         |         |         |          |

### Bevölkerung des Distrikts nach Bekenntnissen
Eine Mehrheit der Bevölkerung ist muslimisch. In allen Zillas sind die Muslime die bedeutendste Religionsgemeinschaft mit Anteilen zwischen 50,00 % (Katlichara) und 71,07 % (Hailakandi). Klar überwiegen die Muslime in den Zillas Algapur und Hailakandi. Hohe Anteile an Hindus haben die Zillas Katlichara (47,01 Prozent) und Lala (42,61 Prozent). Es gibt eine kleine christliche Minderheit in den Zillas Katlichara und Lala. Diese besteht überwiegend aus Zugewanderten aus anderen Regionen Indiens. Die genaue religiöse Zusammensetzung der Bevölkerung zeigt folgende Tabelle:
| Jahr                                   | Buddhisten | Buddhisten | Christen | Christen | Hindus  | Hindus | Jainas | Jainas | Muslime | Muslime | Sikhs | Sikhs | Andere | Andere | keine Angaben | keine Angaben | Gesamt  | Gesamt   |
| Jahr                                   | Zahl       | %          | Zahl     | %        | Zahl    | %      | Zahl   | %      | Zahl    | %       | Zahl  | %     | Zahl   | %      | Zahl          | %             | Zahl    | %        |
| -------------------------------------- | ---------- | ---------- | -------- | -------- | ------- | ------ | ------ | ------ | ------- | ------- | ----- | ----- | ------ | ------ | ------------- | ------------- | ------- | -------- |
| 2011                                   | 490        | 0,07       | 8.480    | 1,29     | 251.194 | 38,10  | 247    | 0,04   | 397.653 | 60,31   | 84    | 0,01  | 636    | 0,10   | 512           | 0,08          | 659.296 | 100,00 % |
| Quelle: Ergebnis der Volkszählung 2011 |            |            |          |          |         |        |        |        |         |         |       |       |        |        |               |               |         |          |

## Bildung
Dank bedeutender Anstrengungen ist die Alphabetisierung in den letzten Jahrzehnten stark gestiegen. Im städtischen Bereich können fast 93 Prozent lesen und schreiben. Auf dem Land können dagegen nur rund 73 Prozent. Typisch für indische Verhältnisse sind die starken Unterschiede zwischen den Geschlechtern und der Stadt-/Landbevölkerung.
| Alphabetisierung im Distrikt Hailakandi |                   |                   |
| Einheit                                 | Volkszählung 2011 | Volkszählung 2011 |
| Einheit                                 | Anzahl            | Anteil            |
| GESAMT                                  | 407.366           | 74,33 %           |
| Männer                                  | 226.836           | 80,74 %           |
| Frauen                                  | 180.530           | 67,60 %           |
| STADT GESAMT                            | 40.404            | 92,93 %           |
| Stadt-Männer                            | 20.747            | 95,31 %           |
| Stadt-Frauen                            | 19.657            | 90,54 %           |
| LAND GESAMT                             | 366.962           | 72,73 %           |
| Land-Männer                             | 206.089           | 79,51 %           |
| Land-Frauen                             | 160.873           | 65,57 %           |
| Quelle: Ergebnis der Volkszählung 2011  |                   |                   |

## Verwaltungsgliederung
Der Distrikt war bei der letzten Volkszählung 2011 in vier Zillas (Kreise) aufgeteilt.
| Bevölkerung in den Zillas |         |         |            |            |            |            |         |         |
|                           | Algapur | Algapur | Hailakandi | Hailakandi | Katlichara | Katlichara | Lala    | Lala    |
| Anzahl                    | Anteil  | Anzahl  | Anteil     | Anzahl     | Anteil     | Anzahl     | Anteil  |         |
| GESAMT                    | 121.379 | 100 %   | 166.897    | 100 %      | 168.077    | 100 %      | 202.943 | 100 %   |
| Männer                    | 62.627  | 51,60 % | 85.818     | 51,42 %    | 86.005     | 51,17 %    | 103.440 | 50,97 % |
| Frauen                    | 58.752  | 48,40 % | 81.079     | 48,58 %    | 82.072     | 48,83 %    | 99.503  | 49,03 % |
| Stadt                     | 2.732   | 2,25 %  | 33.637     | 20,15 %    | 0          | 0 %        | 11.771  | 5,80 %  |
| Land                      | 118.647 | 97,75 % | 133.260    | 79,85 %    | 168.077    | 100 %      | 191.172 | 94,20 % |